# Vịt Anh Đào
Vịt Anh Đào hay còn gọi là vịt Cherry Valley hay vịt Thung lũng Anh Đào, vịt siêu thịt là giống vịt công nghiệp có nguồn gốc từ thung lũng Anh Đào của nước Anh, chúng là giống vịt được tạo ra từ Hãng Cherry Valley Farms Ltd. của nước Anh, gồm rất nhiều dòng, mang nhiều tên khác nhau có nguồn gốc do chọn lọc lai tạo từ các dòng vịt Bắc Kinh, chúng là giống vịt kiêm dụng thịt - trứng. Vịt Anh Đào đã được Nhà nước Việt Nam công nhận là một giống vật nuôi được phép sản xuất, kinh doanh, lưu hành trên lãnh thổ Việt Nam.

## Lịch sử
Giống vịt Anh Đào (Cherry Vatley) này được tạo ra ở Anh hơn 30 năm gần đây. Những năm đầu tiên, số lượng vịt lên đến trên bốn vạn con mái, hãng này đã trở thành nguồn cung cấp vịt thịt lớn nhất không những ở nước Anh mà còn cả trên thế giới, chúng được nhập vào miền Nam Việt Nam năm 1975. Trang trại Cherry Valley, trại giống đặt tại Vương Quốc Anh, có hơn 50 năm kinh nghiệm trong sản xuất giống Vịt siêu thịt (Supper Meal) nổi tiếng và có quy mô thuộc loại lớn nhất thế giới. Với năng lực cung cấp 8 triệu con giống hàng năm cho các Trung tâm lớn tại châu Âu, Trung Quốc, Hàn Quốc và một số nước Đông Nam Á.
Vịt Anh Đào được nhập vào Việt Nam nhiều đợt, từ nhiều nguồn khác nhau. Năm 1980 nhập từ Hungari (vịt Anh Đào Hungary), năm 1982 - 1983 vịt Cherry Valley lại được nhập vào Việt Nam từ Anh. Cho đến nay vịt Anh Đào vẫn được nuôi ở một số địa phương và vịt Anh Đào được đưa vào Việt Nam chủ yếu từ Hungari. Sau đó, tại Việt Nam thông qua chương trình FAO, Công ty Cherry Valley đã có mặt từ năm 1992 và hiện nay được nuôi giữ tại các Trung tâm giống vịt Quốc gia thuộc Bộ Nông nghiệp và phát triển Nông thông như Trại Vigova, trại Thụy Phương, trại Đại Xuyên.
Là giống vịt chuyên thịt có năng suất khá cao, vịt được nhập vào Việt Nam nhiều đợt, từ nhiều nguồn khác nhau. Các tác giả nghiên cứu đầu tiên về giống vịt này đã đặt cho nó một cái tên Việt Nam dịch theo nghĩa từ tiếng Anh và vì vậy vịt có tên là vịt Anh Đào. Giống vịt Anh Đào trước đây đã mất, hiện giống vịt Anh Đào của nhiều người đang nuôi chính là do quá trình lai tạo, trong các văn bản pháp luật Việt Nam vẫn gọi song song tên con giống này là vịt Cherry Valley (đối với giống nhập về) và vịt Anh Đào (nhân nuôi tại Việt Nam), xếp chúng vào nhóm vịt nội địa

## Đặc điểm
Vịt Anh Đào có nhiều dòng khác nhau. Nhìn chung vịt có hình dáng nặng nề, đầu to và rộng, mình dài, ngực rộng, lông màu trắng tuyền, chân, mỏ màu da cam. Khả năng cho thịt của Vịt Anh Đào rất lớn, lúc 49 ngày tuổi có thể đạt 2,7-3,2 kg. Tiêu tốn thức ăn cho l kg thịt là 2,4 - 2,8 kg. Sản lượng trứng đạt 150 - 155 quả/mái/năm. Trong điều kiện nuôi dưỡng tại Việt Nam vịt đạt khối lượng cơ thể 2,2 - 2,3 kg lúc 75 ngày tuổi, sản lượng trứng đạt 120 - 130 quả/mái/năm. Theo khảo sát khác, vịt Anh Đào có màu lông màu trắng, mỏ, chân có màu da cam. Sản lượng trứng 125 - 160 quả/mái/năm. Tỉ lệ 1 trống 5 mái cho 85 - 90% phôi. Trứng vịt ấp 28 ngày. Giết thịt lúc 60 ngày tuổi đạt 1,9 - 2,3 kg, Vịt đực trưởng thành nặng trên 4 kg, vịt mái nặng trên 3,5 kg, sản lượng trứng 100-110 quả/năm,
Việt Nam chỉ nhập vào những dòng vịt thịt màu trắng nặng cân trung bình nên chúng đều dài, ngực rộng và hơi nhô ra, bụng sâu và rộng, lông màu trắng tuyền, chân và mỏ đều có màu vàng da cam. Những đặc điểm này khá giống với vịt Bắc Kinh, là giống gốc tạo ra vịt Anh Đào. Vịt Anh Đào rất dễ béo. Tại Việt Nam vịt đạt trọng lượng 2,2 - 2,3 kg lúc 75 ngày tuổi, năng suất trứng thấp, chỉ đạt từ 100 -120 trứng/mái/năm. Tiêu tốn thức ăn cho 1 kg thịt hơi là 3,3 -3,7 kg. Cũng qua chăn nuôi tại một số nơi cho thấy đặc điểm của dòng vịt Anh Đào này là to con, dày thịt, thịt nó thơm như vịt cỏ, người dân rất ưa chuộng, nếu nuôi dưỡng tốt, thời tiết thuận lợi thì vịt Anh Đào đẻ khoảng 60%.

## Chăm sóc
Vịt nuôi lấy thịt thì lấy con giống từ nơi sản xuất giống đạt tiêu chuẩn, chọn những con lông bông và mịn, mắt sáng, to, lanh lợi, chân bóng mượt, nhanh nhẹn khỏe mạnh. Không chọn con bị dị tật, quá bé hoặc quá to so với trung bình của con giống như hở rốn, yếu, khèo chân, nặng bụng bết lông. Cách nuôi vịt này hiệu quả phải nắm bắt nhu cầu dinh dưỡng của vịt nuôi qua các giai đoạn. Nhu cầu dinh dưỡng cho các giống này ở giai đoạn 1-28 ngày tuổi là 2890 Kcal năng lượng/kg, thức ăn hỗn hợp với tỷ lệ protein 22%. Lúc 28 ngày tuổi cân đàn vịt. Nếu khối lượng trung bình đạt bằng khối lượng chuẩn ta giữ nguyên mức ăn như ở 28 ngày tuổi.
Nếu khối lượng thấp hơn tăng thêm lượng thức ăn lên 5g/con/ngày trong cả tuần tiếp theo. Cứ như vậy mỗi tuần ta cân vịt 1 lần 10% tổng đàn để xác định lượng thức ăn cho tuần tiếp theo cho đến 8 tuần tuổi. Từ 9-22 tuần tuổi đối với vịt Anh Đào yêu cầu thức ăn đạt protein 15,5%, năng lượng 2890 Kcal. Từ 23-24 tuần tuổi, đối với vịt Anh Đào cho ăn khẩu phần vịt đẻ có 2700 Kcal/kg thức ăn và 19,5% protein thô. Từ 25-26 tuần tuổi, đối với vịt Super M cũng cho ăn khẩu phần vịt đẻ như trên. Điều chỉnh thức ăn sao cho vịt đạt khối lượng của giống lúc 24 tuần tuổi đạt 2,4-2,6 kg/con đối với vịt Anh Đào.

## Giống lai
Vịt Anh Đào là con giống nền để tạo ra giống vịt Anh Đào Hungary (vịt Szarvas), là giống vịt nhập khẩu từ Hungary vào tháng 6 năm 1990, nuôi nhân giống ở trại vịt giống Cẩm Bình - Hải Dương. Năm 1993 giống vịt Szarvas đã được Bộ Nông nghiệp & phát triển nông thôn cho phép đưa ra nuôi đại trà, đến nay đã qua 7 thế hệ. Giống vịt Szarvas được nuôi phổ biến ở Đồng bằng Bắc bộ. Năng suất tăng trưởng lúc 8 tuần tuổi đạt trọng lượng bình quân 2,615 kg.
Trong đó con trống đạt 2,875 kg và mái 2,455 kg. Mức tiêu tốn thức ăn từ 2,8 đến 3 kg cho mỗi kg tăng trọng. Vịt thích nghi tốt với điều kiện khí hậu Việt Nam, sức đề kháng bệnh tốt, đẻ trứng nhiều, đỉnh cao sản xuất ở tuần 35 – 40, tỉ lệ đẻ có thể lên đến 80 -90%, vịt này chạy đồng tốt hơn Super M. Ở miền Bắc dùng giống vịt này làm dòng mái lai với Super M cho kết quả nuôi thịt rất tốt. Vịt Szarwas đã được công nhận là một giống vật nuôi tại Việt Nam
Vịt Nông nghiệp Gồm vịt Nông nghiệp 1 và vịt Nông nghiệp 2 là nhóm vịt lai được tạo ra do kết quả lai giữa vịt Tiệp dòng 1822 và vịt Anh Đào hiện vẫn còn nuôi ở miền Nam Việt Nam. Vịt Nông nghiệp có tầm vóc to, lúc 7 tuần tuổi có trọng lượng 2,2 - 2,3 kg, thức ăn tiêu tốn cho một kg thịt hơi là 2,8 - 2,9. Hiện nay vịt Nông nghiệp đang được nuôi với mục đích lấy thịt ở một số vùng miền Nam. Vịt được coi như một trong những nguồn tiềm năng để sản xuất thịt vịt ở miền Nam.